# Минусинска котловина
Минусѝнската котловина (Хакаско-Минусинска котловина) (на руски: Минусинская котловина, Хакасско-Минусинская котловина) е котловина разположена в югозападната част на Красноярски край и източната част на Република Хакасия в Русия. На юг е ограничена от планината Западни Саяни, на запад – от Абаканския хребет, на север – от разклоненията на Кузнецки Алатау и на изток – от разклоненията на планината Източни Саяни.
Релефът е предимно равнинен, разчленен от долините на реките. Надморската височина варира от 200 – 300 до 700 m. Основата на котловината и отделни ниски височини в нея са изградени от шисти, пясъчници, конгломерати, мергели, варовици, а също в по.малка степен туфи, порфирити и сиенити с палеозойска възраст, които в по-ниските участъци са препокрити от пясъци, глини и льос.
Климатът е рязко континентален, на места засушлив. Средна януарска температура от –16 °C до –20,5 °C, средна юнска – от 18,2 °C до 19,6 °C. През зимата се наблюдават студове до –52 °C, а през лятото температурата понякога се повишава до 45 °C. Продължителността на вегетационния период (минимална денонощна температура 5 °C) е около 150 – 160 дни. В централните ѝ части годишната сума на валежите е 240 – 270 mm, а по периферията до 450 – 500 mm, като почти 2/3 от тях падат през лятото. Основната река в котловината е Енисей със своите притоци – Абакан, Оя, Туба и др. Множество пресни и солени езера (Тагарско, Солено и др.).
Почвите и растителната покривка се изменят от центъра към перифериата ѝ. В централните части, в най-ниските участъци, върху кафяви и южни черноземни почви са развити няколко вида степи в зависимост от преобладаващата в тях тревиста растителност (Абаканска, Койбалска, Уйбатска и др.). По периферията ѝ върху обикновени и излужени черноземни почви и тук-таме сиви горски почви са развити ливадните степи, редувайки се с малки горички от бреза, сибирска лиственица, понякога бор и осика.
Минусинската котловина е един от важните селскостопански райони на Южен Сибир. Пригодните за земеделие участъци са разорани. Развива се и овощарство и зеленчукопроизводство, месо-млечно животновъдство и коневъдство. Разработват се находища на желязна руда, каменни въглища и др.